# Magnolia baillonii
Magnolia baillonii este o specie de plante din genul Magnolia, familia Magnoliaceae, descrisă de Jean Baptiste Louis Pierre. Conform Catalogue of Life specia Magnolia baillonii nu are subspecii cunoscute.